# Parasa
Parasa is een geslacht van vlinders van de familie slakrupsvlinders (Limacodidae).

## Soorten
- P. acrata Turner, 1926
- P. affinis Mabille, 1890
- P. albida Candèze, 1927
- P. albipuncta Hampson, 1892
- P. ananii Karsch, 1896
- P. angusta Hering, 1941
- P. angustivittata Hering, 1931
- P. ankalirano Viette, 1980
- P. argalea West, 1937
- P. argentilinea Hampson, 1892
- P. argyroneura Hering, 1931
- P. atmodes Turner, 1902
- P. bicolor (Walker, 1855)
- P. bimaculata Snellen, 1897
- P. bombycoides (Felder, 1862)
- P. brevipennis Hering, 1931
- P. calida (Walker, 1865)
- P. callidesma (Lower, 1902)
- P. cambouei (Mabille, 1890)
- P. campylostagma Dognin, 1914
- P. canangae Hering, 1931
- P. carnapi Karsch, 1899
- P. catori Bethune-Baker, 1911
- P. cebrenis (Schaus, 1892)
- P. concavata Strand, 1913
- P. connexa (Janse, 1964)
- P. consocia Walker, 1865
- P. constricta Hering & Hopp, 1927
- P. convexa Hering, 1931
- P. cor West, 1940
- P. costalis West, 1940
- P. cucumenica Dyar, 1926
- P. cuernavaca Dyar, 1907
- P. chapmani Kirby, 1892
- P. charopa Bethune-Baker, 1909
- P. chloris (Herrich-Schäffer, 1854)
- P. chlorophila Hering, 1935
- P. chlorostigma (Snellen, 1879)
- P. chlorozonata Hampson, 1896
- P. darma Moore, 1859
- P. dentina Hering, 1932
- P. divisa West, 1940
- P. dnophera Turner, 1931
- P. dubiefi Viette, 1975
- P. dulcis Hering, 1931
- P. ebenaui (Saalmüller, 1878)
- P. entima Turner, 1926
- P. equestris (Fabricius, 1775)
- P. euchlora Karsch, 1895
- P. flora Dyar, 1926
- P. fulvicorpus Hampson, 1896
- P. fumosa Swinhoe, 1889
- P. gemmans (Felder, 1874)
- P. gentilis (Snellen, 1900)
- P. grandis Hering, 1931
- P. hampsoni Dyar, 1894
- P. herbifera (Walker, 1855)
- P. herbina (Schaus, 1901)
- P. hexamitobalia Tams, 1930
- P. hilarata (Staudinger, 1887)
- P. humeralis Walker, 1862
- P. imerina (Viette, 1980)
- P. imitata Druce, 1887
- P. indetermina (Boisduval, 1832)
- P. inexspectata (Staudinger, 1895)
- P. irrationalis Hering, 1933
- P. isabella Moore, 1859
- P. johannes Distant, 1898

- P. joseana Strand, 1920
- P. karschi Strand, 1912
- P. laeta Westwood, 1848
- P. lampra West, 1937
- P. lanceolata Hering, 1928
- P. laonome Druce, 1887
- P. latistriga (Walker, 1855)
- P. lemuriensis Viette, 1967
- P. lepida (Cramer, 1779)
- P. lorquini (Reakirt, 1864)
- P. loyola Dyar, 1926
- P. macrodonta Hering & Hopp, 1927
- P. marginata West, 1940
- P. maysi Schaus, 1920
- P. melli Hering, 1931
- P. mesochloris Hampson, 1910
- P. metaphaea Hampson, 1903
- P. metathermes Hampson, 1910
- P. minima Schaus, 1892
- P. minuta Hering & Hopp, 1927
- P. mionexia Dyar
- P. mirza Swinhoe, 1890
- P. mompha Dyar, 1926
- P. mossica Dyar, 1926
- P. neustria Hering, 1931
- P. notonecta Hering, 1931
- P. ostia Swinhoe, 1902
- P. pacera Hampson, 1897
- P. pallida Möschler, 1887
- P. parniodes (Hering, 1957)
- P. pastoralis Butler, 1885
- P. prasina Alphéraky, 1895
- P. prava Hering, 1938
- P. pretiosa Strecker, 1899
- P. princeps Aurivillius, 1900
- P. prussi Karsch, 1896
- P. pseudorepanda Hering, 1933
- P. punica (Herrich-Schäffer, 1848)
- P. pyrrhothrix Turner, 1926
- P. reginula Saalmüller, 1884
- P. repanda (Walker, 1855)
- P. rubriplaga (Walker, 1862)
- P. rudis (Walker, 1869)
- P. rutila Turner, 1914
- P. sagittata Hering, 1931
- P. schausi Dyar, 1906
- P. semiochracea Hering, 1933
- P. serratilinea Bethune-Baker, 1911
- P. shirakii Kawada, 1930
- P. similis (Felder, 1874)
- P. singularis Butler, 1878
- P. sinica Moore, 1877
- P. stiphra Hering & Hopp, 1927
- P. tamara Hering, 1928
- P. trapezoidea Aurivillius, 1900
- P. tripartita Bethune-Baker, 1911
- P. urda Druce, 1887
- P. valida Butler, 1879
- P. villosipes Strand, 1911
- P. vinculum Hering, 1938
- P. viridiplena (Walker, 1855)
- P. viridissima Holland, 1893
- P. viridogrisea (Dyar, 1898)
- P. vivida (Walker, 1865)
- P. wellesca Dyar, 1900
- P. zernyi Hering, 1941
- P. zulona Reakirt, 1864